# Skriket
Skriket är en novell av Lars Gyllensten. Novellen är en tämligen kort berättelse på nästan 6 sidor. Den är utgiven 1970 i en antologi svenska noveller sammanställd av Vivi Edström.

## Handling
I novellen får man följa tankarna från en person som är instängd i vad som beskrivs som en fängelsecell. Novellen är skriven som en dagbok där personen berättar lite om dagarna. Personen beskriver saker som händer i fängelsecellen och mycket handlar om en evig tystnad och om hur den både är skrämmande men samtidigt härlig. 
Mot slutet hör personen fotsteg som kommer mot rummet. Personen blir otroligt rädd och osäker. Gestalten utanför börjar sparka på dörren och dörren bucklas inåt. Huvudpersonen i rummet hör ett skrik och undrar först vad eller vem det är tills personen inser att det är han/hon själv som utgör det. Då blir personen ännu mer rädd, skäms och försöker stoppa det utan att direkt lyckas.

## Karaktärer
Det finns nästan bara en person med i novellen och den personen vet man nästan ingenting om. Det man vet är att det är någon som antagligen har gjort något olagligt och därför sitter instängd. Man får följa personens tankegångar genom hela novellen men tankarna är inget som säger något om personen. Personen ångrar inte sina handlingar, det kanske därför inte var några onda handlingar i allas ögon. Man vet inte hur grovt brottet var, om personen har familj eller inte.  
Personen vars fotsteg man hör utanför rummet har också en karaktär men denna karaktär vet man ännu mindre om och den är knappt med. Anledningen till att man kan säga att det ändå är en karaktär, är att den har betydelse för handlingen.

## Miljö
Hela novellen utspelar sig på samma plats, platsen är ett rum som beskrivs som en fängelsecell. Det är ett rum på ungefär tolv kubikmeter där det finns en brits och en klosett. Det finns även ett fönster med matt glas så man inte kan se ut.  
Det framgår inte var i världen novellen utspelar sig, det skulle kunna vara nästan var som helst. Vilken plats det skulle kunna vara på beror också på tidpunkten för novellen eftersom länder har utvecklas olika fort. I en del länder fanns till exempel toalett medan det inte fanns i andra länder, läs mer under placering i tid för novellen.  

## Språk och stil
Berättarperspektivet är i jag-form vilket gör att man får en direkt inblick i huvudpersonen tankar. Att den är skriven i jag-form märker man tydligt från början till slut.
Novellen är en ögonblicksbild från en persons liv. Man vet inte så mycket om personens liv varken innan eller efter och ingenting i novellen ger några ledtrådar om detta. Det skulle kunna vara ett utdrag från en längre novell eller roman.
I slutet är det en tydlig klimax när personen hör ett ljud från en annan människa vilket är en förändring från tidigare, detta gör att personen blir rädd och börjar skrika. 
Eftersom det endast är en person med i novellen finns det inga dialoger. Det närmsta man kommer till en dialog är huvudpersonens diskussioner i personens egna tankar.
Eftersom det inte händer så mycket i novellen kan man tänka sig att Gyllensten har använt sig av korta meningar för att göra det mer dramatiskt. Ett tydligt exempel från novellen är "Sedan började sparkningar. Hårda. Hårda. Jag såg hur dörren bräcktes. Det buktade in men det blev inte något hål." 
Dessa korta meningar gör också att språket blir enkelt och konkret vilket inte är förvånande med tanke på tidpunkten när den är skriven, då språket förändrades på 1960-talet och blev mer konkret.

## Placering i tid
Handlingen och det mesta i novellen gör den nästan tidlös, dock finns det två saker som markerar tidpunkten lite. I rummet beskrivs det som att där finns en klosett som är samma sak som en toalett. Klosett med vattenspolning uppfanns för ungefär 4000–4500 år sedan och kom inte till Sverige från 1900-talet. Men det framgår inte hur avancerad klosetten var, alltså skulle det endast kunna vara ett hål i marken som klosett vilket man alltid har kunnat göra. Men med tanke på att personen var i rummet i minst tio dagar måste det ha funnits något system för att transportera ut avfallet.  
Fönstret i rummet som är gjort av glas markerar också tidpunkten något, dock inte mer än klosetten. Dock var det inte förrän på 1700-talet som fönsterglas blev mer och mer vanligt i Sverige.